# The Times Atlas of the World
The Times Atlas of the World ist der Titel eines Weltatlas, der von 1955 bis 1959 in fünf Teilen erschien. Auf der kartographischen Grundlage dieses Atlas wurde 1967 unter dem gleichen Titel ein Weltatlas in einem Band veröffentlicht. Für die 10. Auflage 1999 wurden die Karten digital komplett neu erarbeitet und im Jahr 2018 erschien die 15. Auflage unter dem Titel The Times Comprehensive Atlas of the World. Bearbeitete Versionen dieses Atlas erschienen auf Französisch, Niederländisch und seit 1971 auch auf Deutsch (unter dem Titel Knaurs großer Weltatlas). Der Times Atlas of the World ist mit über 200.000 Ortsnamen einer der umfangreichsten gedruckten Atlanten und mit über eine Million verkaufter Exemplare weltweit einer der erfolgreichsten.

## Ausgaben
| The Times Atlas of the World. Comprehensive Edition | Knaurs großer Weltatlas                | Atlas universel                 | De grote Times wereldatlas |
| 1st edition 1967                                    |                                        |                                 |                            |
| 2nd ed.1970                                         | 1. Auflage 1971                        |                                 |                            |
| 3rd ed. 1971                                        | 2. (neu bearbeitete) Aufl. 1972        |                                 |                            |
| 4th ed. 1972                                        | 3. (neu bearbeitete) Aufl. 1976        |                                 |                            |
| 5th ed. 1977                                        | 4., neu bearbeitete Aufl. 1978         |                                 | 1e druk 1978               |
| 6th ed. 1980                                        | 7., neubearbeitete Aufl. 1980          | 1re édition 1982                | 2e herziene druk 1983      |
| 7th ed. 1985                                        | 10., völlig neu bearbeitete Aufl. 1985 | 2e édition 1987 3e édition 1989 |                            |
| 8th ed. 1990                                        | 12., neu bearbeitete Aufl. 1991        |                                 |                            |
| 9th ed. 1992                                        | 13., neu bearbeitete Aufl. 1992        | 4e édition 1993 5e édition 2000 |                            |
| 10th ed. 1999                                       | Millennium Edition 2000                | Édition du Millénaire 2001      |                            |
| 11th ed. 2003                                       | 24. Aufl. 2004                         |                                 |                            |
| 12th ed. 2007                                       |                                        |                                 |                            |
| 13th ed. 2011                                       |                                        |                                 |                            |
| 14th ed. 2014                                       |                                        |                                 |                            |
| 15th ed. 2018                                       |                                        |                                 |                            |